# Kolones (Salamis)
Kolones (griechisch Κολώνες (f. pl.)) ist ein Ort im Süden der griechischen Insel Salamis. Er liegt am Südhang des Berges Kochi (276 m). Der Ort verfügt über drei Strände und einen kleinen Hafen. Der Name des Ortes bedeutet Säulen. Dies deutet darauf hin, dass früher hier noch antike Säulen sichtbar waren. Bestätigt wird dies durch den Archäologen Dimitrios I. Pallas, der hier die Kapitelle von zwei antiken dorischen und einer frühchristlichen ionischen Säule fand.
In der westlichen Bucht gibt es einen etwa 130 m langen Strand. Im Westen der mittleren Bucht liegt der moderne Hafen und ein etwa 170 m breiter Strand und im Osten ein ebenfalls etwa 170 m breiter Strand. Etwa 500 m südöstlich des Ortes steht der Leuchtturm Akra Konchi.

## Geschichte
Auf der Halbinsel Lykopoulos befand sich zur Frühhelladischen Zeit eine kleine Befestigung. Zur Klassischen Zeit gab es in der östlichen Bucht einen Hafen. Am Strand und im Wasser sind noch einige Steinblöcke der Hafenmauer vorhanden. Die aufgefundenen Keramikscherben und Dachziegelfragmente zeigen, dass der Hafen bis in die frühchristliche Zeit in Verwendung blieb. 400 m nördlich des Hafens lag die kleine Akropolis von Kolones. Wie der Ort in der Antike hieß, ist nicht bekannt. Manche Forscher wollten in ihr die Stadt Kychreia sehen, die von dem mythischen Heros Kychreus gegründet wurde und der Insel Ägina gegenüberliegen solle. Auf der westlichen Halbinsel befindet sich das Runde Grabmal von Kolones.